# Loup Bureau
Pour les articles homonymes, voir Bureau.
Loup Bureau est un journaliste français. À la fin du mois de juillet 2017, dans le contexte d'atteintes croissantes à la liberté de la presse en Turquie et d'arrestations des journalistes turcs qui les accompagnent, il est arrêté à la frontière entre l'Irak et la Turquie, et placé en détention par les autorités turques pour activités « terroristes » en lien avec des combattants kurdes de Syrie. En 2021, son premier film Tranchées, un documentaire sur la guerre du Donbass en Ukraine, est sélectionné à la Mostra de Venise.

## Biographie

### Études
Loup Bureau est originaire d’Orvault, dans la banlieue de Nantes, en Loire-Atlantique. Il commence ses études par un BTS audiovisuel à Montaigu, en Vendée. Il est décrit par l'un de ses amis comme « d’abord un technicien, un professionnel de l’image ».
Il étudie à l’Institut des hautes études des communications sociales (Ihecs) de Bruxelles et à l'IUT de journalisme de Lannion.

### Carrière de journaliste
Loup Bureau cherche à joindre la poursuite de ses études et le travail sur le terrain, notamment dans les zones frontalières, comme en témoignent ses reportages photos réalisés au Pakistan ou en Syrie.
S'il devait soutenir son mémoire en septembre 2017 pour conclure ses études de journalisme, Loup Bureau a cependant réalisé de nombreux reportages sur le terrain, notamment en Égypte, où il est resté un an après la révolution de 2011, et en Ukraine, où il a coréalisé un reportage primé sur Maïdan et assisté à l’annexion russe de la Crimée en 2014.

### Carrière dans le cinéma
En septembre 2021, Loup Bureau présente à la Mostra de Venise son premier film Tranchées. Tourné en 2020 en noir et blanc, et en format 4/3, ce documentaire retrace le quotidien des soldats ukrainiens qui se battent contre les séparatistes soutenus par la Russie dans la région du Donbass,,,. Le documentaire est notamment primé au festival de Munich et de Leuven,.

### Arrestation en Turquie

#### Arrestation et incarcération
Le 26 juillet 2017, Loup Bureau est arrêté par les autorités turques près de la frontière irakienne, dans la région de Silopi, en province de Şırnak ; il est incarcéré le 1er août, sous l'accusation d'« activités en lien avec le terrorisme ».
À la fin du mois d'août 2017, il est détenu dans l'attente d’un procès pour « assistance à une organisation terroriste ». Dans un article du quotidien turc de gauche BirGün (en), Loïc Bureau, le père de Loup Bureau, a cependant déclaré que « le journalisme n’est pas un crime. Il est inadmissible qu’un journaliste soit emprisonné sur la base de ses articles et de ses reportages ». Le gouvernement turc met en cause un reportage réalisé en 2013, pour TV5 Monde, auprès des combattants kurdes en Syrie ; ceux-ci appartiennent en effet aux Unités de protection du peuple (YPG), une organisation considérée comme terroriste par la Turquie. Loup Bureau encourt trente ans de prison sur la base de ces accusations.

#### Demandes de libération
La libération de Loup Bureau est demandée par l'ONG Reporters sans frontières, qui a organisé une manifestation pour appuyer cette demande. Le ministère des Affaires étrangères français est, de plus, intervenu en faveur de Loup Bureau. Le journal américain The New York Times rappelle à cette occasion que la Turquie est maintenant classée par Reporters sans frontières au 155e rang (sur 180) pour ce qui est du respect de la liberté de la presse.
Selon l'un des avocats de Loup Bureau, cette arrestation est « un cap [qui] a été franchi » par les autorités turques dans la répression des journalistes occidentaux. Dans un communiqué commun, trois syndicats de journalistes français — SNJ, SNJ-CGT et CFDT-Journalistes, eux-mêmes soutenus par la Fédération européenne des journalistes — ont exigé « que le gouvernement français mette tout en œuvre » pour obtenir sa libération, sans se borner à de simples paroles. Les trois syndicats ajoutent :

« Il est clair que les dirigeants turcs et le président Erdogan en tête abhorrent les journalistes étrangers trop curieux et n’hésitent pas à les arrêter pour imposer un mur du silence sur la réalité de ce pays, qui est la plus grande prison au monde pour les journalistes où 160 de nos confrères sont derrière les barreaux. »

Le 15 août 2017, le président français Emmanuel Macron et son homologue turc Recep Tayyip Erdoğan ont un entretien téléphonique au sujet du jeune journaliste. Dans l'article évoquant cette conversation, Le Monde rappelle la situation actuelle de la presse en Turquie : non seulement plus de 160 journalistes y sont déjà actuellement emprisonnés, mais 35 mandats d’arrêts ont été récemment lancés contre des journalistes accusés de « soutien au terrorisme », entraînant dix arrestations à Istanbul, dont celle de Burak Ekici, du quotidien d’opposition BirGün (en). De plus, ceux qui défendent ces journalistes sont eux-mêmes visés : ainsi, le 14 août, les journaux pro-gouvernementaux Akşam, Star et Sabah ont publié des noms de journalistes turcs affiliés à un groupe de soutien aux journalistes emprisonnés en les présentant comme des « fomentateurs de rébellion, des traîtres »,.
À la fin du mois d'août, il est annoncé que la demande de libération faite par les avocats de Loup Bureau a été rejetée, ce qui devrait entraîner la prolongation d'au moins un mois de son incarcération,. L'appel du refus de sa libération est également rejeté, le 6 septembre 2017.

#### Libération
Le 17 septembre 2017, les autorités turques décident de libérer le journaliste français,,.

## Publication
En 2019, Loup Bureau publie le livre Chroniques d'un prisonnier : cinquante-deux jours dans une prison turque,.

## Filmographie
- 2021 : Tranchées